# Ивнинг-Шейд (Арканзас)
Ивнинг-Шейд (англ. Evening Shade, Arkansas) — город, расположенный в округе Шарп (штат Арканзас, США) с населением в 465 человек по статистическим данным переписи 2000 года.
Ивнинг-Шейд является прототипом города для американского ситкома Evening Shade (рус. Вечерняя тень) с Бёртом Рейнольдсом в главной роли.

## География
По данным Бюро переписи населения США город Ивнинг-Шейд имеет общую площадь в 4,14 квадратных километров, водных ресурсов в черте населённого пункта не имеется.
Город Ивнинг-Шейд расположен на высоте 143 метра над уровнем моря.

## Демография
По данным переписи населения 2000 года в Ивнинг-Шейд проживало 465 человек, 137 семей, насчитывалось 204 домашних хозяйств и 244 жилых дома. Средняя плотность населения составляла около 113 человек на один квадратный километр. Расовый состав Ивнинг-Шейд по данным переписи распределился следующим образом: 98,49 % белых, 1,51 % — представителей смешанных рас. Испаноговорящие составили 0,22 % от всех жителей города.
Из 204 домашних хозяйств в 28,9 % — воспитывали детей в возрасте до 18 лет, 53,9 % представляли собой совместно проживающие супружеские пары, в 10,3 % семей женщины проживали без мужей, 32,8 % не имели семей. 31,9 % от общего числа семей на момент переписи жили самостоятельно, при этом 17,2 % составили одинокие пожилые люди в возрасте 65 лет и старше. Средний размер домашнего хозяйства составил 2,28 человек, а средний размер семьи — 2,88 человек.
Население города по возрастному диапазону по данным переписи 2000 года распределилось следующим образом: 25,2 % — жители младше 18 лет, 6,7 % — между 18 и 24 годами, 25,2 % — от 25 до 44 лет, 24,9 % — от 45 до 64 лет и 18,1 % — в возрасте 65 лет и старше. Средний возраст жителей составил 40 лет. На каждые 100 женщин в Ивнинг-Шейд приходилось 86 мужчин, при этом на каждые сто женщин 18 лет и старше приходилось 84,1 мужчин также старше 18 лет.
Средний доход на одно домашнее хозяйство в городе составил 24 500 долларов США, а средний доход на одну семью — 31 111 долларов. При этом мужчины имели средний доход в 23 958 долларов США в год против 15 833 доллара среднегодового дохода у женщин. Доход на душу населения в городе составил 13 662 доллара в год. 8,1 % от всего числа семей в округе и 10,9 % от всей численности населения находилось на момент переписи населения за чертой бедности, при этом 8,3 % из них были моложе 18 лет и 23,2 % — в возрасте 65 лет и старше.